# 미첼 듀크
미첼 듀크 (1991년 1월 18일 ~ )는 호주의 축구 선수로 현재 일본 J2리그의 마치다 젤비아에서 공격수로 활동 중이다.

## 수상

### 클럽
센트럴코스트 매리너스
- A리그 멘 멘 : 우승 (2012-13), 4강 (2013-14)
- FFA컵 : 4강 (2014-15)

 시미즈 에스펄스
- J2리그 : 준우승 (2016)

### 개인
- A리그 멘 멘 PFA 올해의 팀 : 2019-20